# Patrick Toto
Patrick Toto (* 16. Mai 1954) ist ein ehemaliger tansanischer Hockeyspieler.
Toto nahm mit der Tansanischen Hockeynationalmannschaft an den Olympischen Spielen 1980 in Moskau teil. Die Mannschaft verlor alle Spiele und belegte den sechsten und letzten Rang.